# Microgobius thalassinus
 Microgobius thalassinus es una especie de peces de la familia de los Gobiidae en el orden de los Perciformes.

## Distribución geográfica
Se encuentra desde Maryland hasta Texas (excepto el este de Florida ).

## Observaciones
Es inofensivo para los humanos.